# Штанец, Николаус
Николаус Штанец (нем. Nikolaus Stanec; род. 29 апреля 1968, Вена) — австрийский шахматист, гроссмейстер (2003).
Многократный чемпион Австрии (1995—2000, 2002—2005, 2018).
В составе национальной сборной участник 2-х Олимпиад (1994—1996) и 2-х командных чемпионатов Европы (1997 и 2009).

## Изменения рейтинга
| Графики недоступны из-за технических проблем. См. информацию на Фабрикаторе и на mediawiki.org. |